# Aeschynit-(Ce)
Aeschynit-(Ce) (hay Aschynit, Eschinit, Eschynit) là một khoáng vật Xeri, calci, sắt, thori, titan, niobi, oxy, và hydro có công thức hóa học (Ce,Ca,Fe,Th)(Ti,Nb)2(O,OH)6. Tên của nó xuất phát từ tiếng Hy Lạp có nghĩa là "xấu hổ". Ký hiệu theo sau "-(Ce)" có nghĩa là có các nguyên tố khác ngoài Ce thay vào vị trí của nó như Aeschynit-(Nd) và Aeschynit-(Y).... Khoáng vật này có độ cứng trong khoảng 5 -6.
Nó có mặt trong nephelin syenit và syenit kiềm, trong granit pegmatit và ở dạng sa khoáng mảnh vụn.